# Eletromicrografia

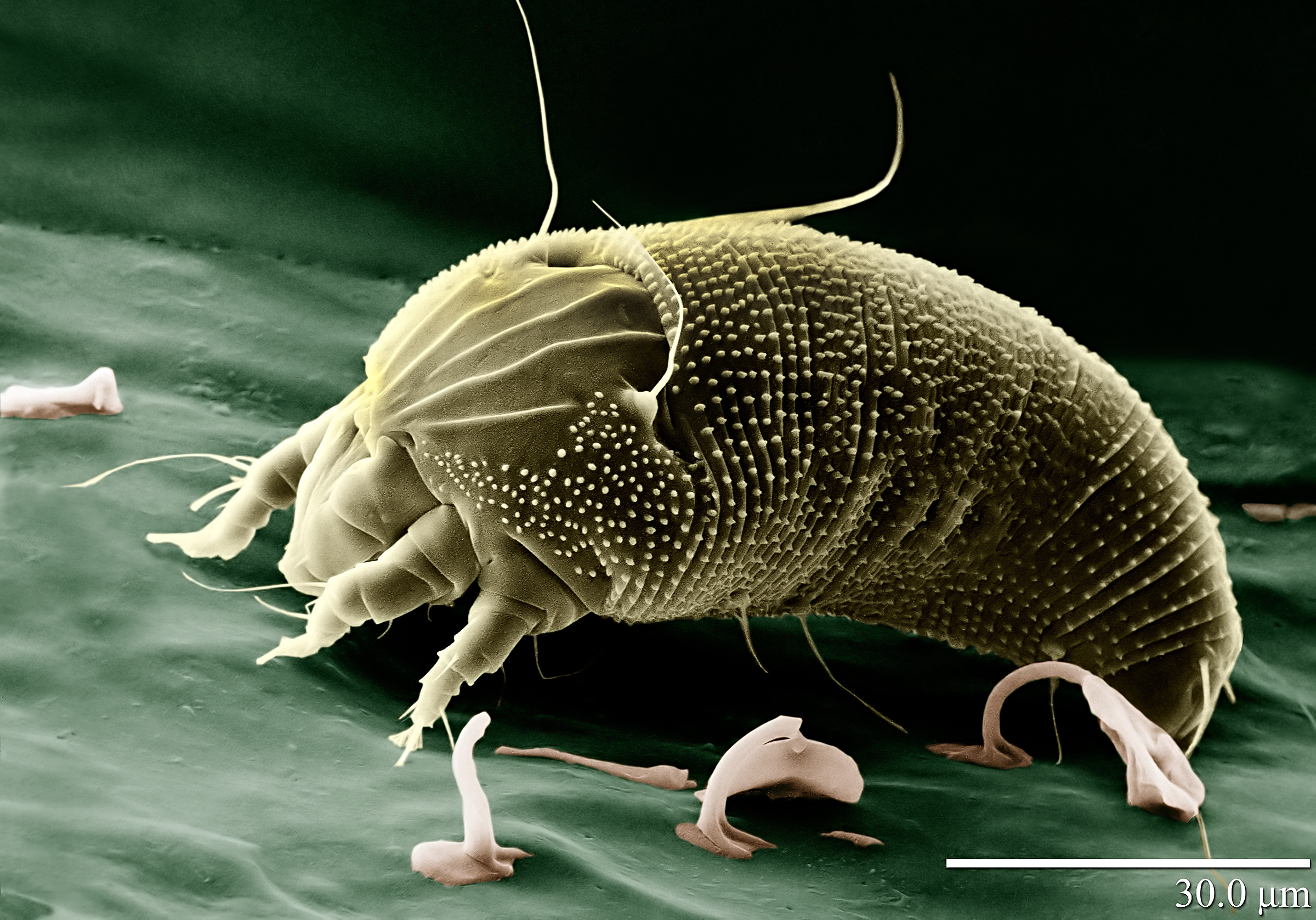
Uma eletromicrografia de um ácaro. A barra branca tem 30 µm.

Eletromicrografia ou micrografia eletrônica é uma imagem obtida pela fotografia da imagem da tela de um microscópio eletrônico de varredura, ou pela incidência de elétrons em um filme fotográfico no microscópio eletrônico de transmissão. [carece de fontes?]

## A formação da imagem no microscópio eletrônico
Os elétrons deste microscópio são liberados graças ao aquecimento de um filamento de tungstênio e são acelerados graças a uma diferença de potencial. [carece de fontes?] Passam, então, por uma lente magnética (bobina) que os dirige em feixe uniforme na direção do objeto, por uma segunda bobina e, logo após, por uma terceira que projeta estes elétrons sobre uma tela fluorescente - onde formam uma imagem visível - ou sobre um filme fotográfico. [carece de fontes?]
Os elétrons desviados por estruras elétron-densas não contribuem para formar a eletromicrografia, ao passo que as estruturas elétron-lúcidas o fazem. A tela fluorescente em que a imagem se forma é uma placa revestida por ZnS (Sulfeto de Zinco), substância que emite luz ao ser excitada por elétrons.

## A Qualidade da imagem
Na prática, as observações mais cuidadosas são efetuadas nas micrografias obtidas pela retirada da tela do trajeto dos elétrons, os quais incidirão sobre um filme fotográfico. Como as emulsões fotográficas são sensíveis aos elétrons, elas registram a imagem fornecida pelo aparelho. Depois de revelados, os filmes são ampliados de 2 a 4 vezes e as micrografias podem ser examinadas à vontade.
 A tela fluorescente, constituída por partículas relativamente grosseiras, emite pouca luz em relação aos elétrons que recebem e fornece imagem menos contrastada do que a obtida nas ampliações fotográficas. Por isso, os estudos de microscopia eletrônica são feitos principalmente nas ampliações em papel fotográfico, mais do que diretamente no microscópio eletrônico.